# 류근 (시인)
류근(柳根)은 대한민국의 낭만주의 순수 서정 시인이다.

## 데뷔
1992년 문화일보 등단

## 약력
1966년 경북 문경에서 태어나 충북 충주에서 자랐다. 본관은 진주 류씨. 중앙대학교 문예창작과를 졸업하고 동 대학원 박사과정에서 공부했다. 1992년 문화일보 신춘문예에 당선되어 시인으로 등단했으나 이후 작품 발표를 하지 않다가 등단 18년 만인 2010년, "상처적 체질"(문학과지성사)을 첫 시집으로 출간했다. 대학 졸업 후 광고회사 등에서 일하다가 홀연 인도 여행을 하고 돌아와 강원도 횡성에서 고추 농사를 짓기도 했다. 대학 재학 중 쓴 노랫말 <너무 아픈 사랑은 사랑이 아니었음을>이 김광석에 의해 불렸다. 현재 소설가 정영문과 이인 동인 '남서파' 술꾼으로 활동 중이다.

## 학력
- 중앙대학교 문예창작학 학사 과정 졸업
- 중앙대학교 대학원 문예창작학 석사 과정 졸업
- 중앙대학교 대학원 문예창작학 박사 과정 수료

## 방송출연
- 《역사저널 그날》 (KBS, 2013년 ~ 2019년)
- 《김어준의 겸손은 힘들다 뉴스공장 - The살롱》 (2023년~)

## 저서
- 《함부로 사랑에 속아주는 버릇》(해냄, 2018년)
- 《싸나희 순정》 (문학세계사, 2015년)
- 《사랑이 다시 내게 말을 거네》 (웅진지식하우스, 2013년)
- 《상처적 체질》 (문학과지성사, 2010년)
- 《어떻게든 이별》 (문학과지성사, 2016년)